# Nadym (fleuve)
Pour les articles homonymes, voir Nadym (homonymie).
Le Nadym (en russe, Надым) est un fleuve de Russie long de 545 km qui coule dans la plaine de Sibérie occidentale en Iamalie, et se jette dans le golfe de l'Ob qui débouche dans l'océan Arctique.

## Géographie
Le Nadym prend sa source dans les Ouvaly de Sibérie et coule grosso modo du sud vers le nord, dans le district autonome de Iamalo-Nénétsie.
Son bassin a une superficie de 64 000 km2. Son débit moyen est de 590 m3/s Il est pris dans les glaces d'octobre à fin mai. Il est navigable à partir de la ville de Nadym.

## Hydrométrie - Les débits à Nadym
Le débit de la rivière a été observé pendant 37 ans (au long de la période 1955 - 1991) à Nadym, localité située à quelque 110 kilomètres de son embouchure dans le golfe de l'Ob, à une altitude de 8 mètres.
À Nadym, le débit annuel moyen ou module observé sur cette période était de 458 m3/s pour une surface de drainage de 48 000 km2, soit plus ou moins 75 % de la totalité du bassin versant de la rivière qui en compte 64 000. La lame d'eau d'écoulement annuel dans le bassin se montait de ce fait à 301 millimètres, ce qui peut être considéré comme normal dans le contexte de la zone extrême nord du bassin de l'Ob.
Les hautes eaux se déroulent au printemps, aux mois de mai et surtout de juin, ce qui correspond au dégel et à la fonte des neiges du bassin. Dès le mois de juillet, le débit baisse fortement, et cette baisse se poursuit mais modérément durant le reste de l'été et de l'automne. On constate cependant un très léger rebond en septembre. Au mois de novembre, le débit de la rivière chute à nouveau, ce qui mène à la période des basses eaux ou étiage annuel. Celui-ci a lieu de décembre à avril inclus et correspond à l'hiver et aux importantes gelées qui s'étendent sur toute la Sibérie.
Le débit moyen mensuel du Nadym observé en mars (minimum d'étiage) est de 136 m3/s, soit un peu moins de 8 % du débit moyen du mois de juin (1 682 m3/s), ce qui illustre l'amplitude assez modérée (pour la Sibérie) des variations saisonnières. Les écarts de débits mensuels peuvent cependant être plus importants d'après les années : sur la durée d'observation de 37 ans, le débit mensuel minimal a été de 70,4 m3/s en février 1978, tandis que le débit mensuel maximal s'élevait à 3 100 m3/s en juin 1972. En ce qui concerne la période libre de glace (de juin à septembre inclus), le débit minimal observé a été de 214 m3/s en août 1977, ce qui restait fort appréciable comparé à son débit moyen annuel.